# Wardlow
Wardlow är en civil parish i Storbritannien.  Den ligger i distriktet Derbyshire Dales i grevskapet Derbyshire i England, i den södra delen av landet, 220 km nordväst om huvudstaden London. Antalet invånare är 116. Arean är 2,6 kvadratkilometer.
Terrängen i Wardlow är platt.